# Струдаль, Марк
Марк Агенр Бокинг Струдаль (дат. Mark Agner Boecking Strudal; род. 29 апреля 1968, Глоструп) — датский футболист, нападающий известный по выступлениям за «Грассхоппер», «Брондбю» и сборную Дании. С 2000 года начал тренерскую карьеру.

## Клубная карьера
Струдаль начал карьеру в клубе «Видовре». Отыграв сезон он перешёл в «Нествед», где в дебютный год стал лучшим бомбардиром команды, помог ей выйти в Суперлигу и получил приглашение из дортмундской «Боруссии». В Германии Марк забил всего 1 гол в 12 матчах и по окончании сезона в поисках игровой практики перешёл в швейцарский «Грассхоппер». С кузнечиками он дважды выиграл чемпионат и завоевал Кубок Швейцарии, забивая в каждом втором матче. В 1991 году Струдаль вернулся на родину, подписав контракт с «Вайле». Сумма трансфера составила 4 млн датских крон. Несмотря на хорошую результативность, Марк трижды съездил в аренду, играя за «Нествед», «Копенгаген» и «Фрем».
В 1993 году Струдаль перешёл в «Брондбю». Спустя год, он помог клубу завоевать Кубок Дании, а также на протяжении нескольких сезонов был его лучшим бомбардиром. В 1995 году Марк в третий раз перешёл в «Нествед», но в одной из игр получил травму колена, которая оставила его вне игры на несколько месяцев. В 1996 году Струдаль подписал контракт на 4 года в греческим «Ксанти», но на предсезонных сборах получил травму, в результате которой, ему пришлось завершить карьеру.

## Международная карьера
18 мая 1988 года в матче против сборной Польши Струдаль дебютировал за сборную Дании. 30 января 1993 года в поединке против сборной США он забил свой первый гол за национальную команду. В 1995 году Марк принял участие в Кубоке Короля Фахда. На турнире он сыграл в матче против команды Саудовской Аравии.

## Статистика

### Матчи Струдаля за сборную Дании
| Матчи Струдаля за сборную Дании | Матчи Струдаля за сборную Дании | Матчи Струдаля за сборную Дании | Матчи Струдаля за сборную Дании | Матчи Струдаля за сборную Дании | Матчи Струдаля за сборную Дании |
| ------------------------------- | ------------------------------- | ------------------------------- | ------------------------------- | ------------------------------- | ------------------------------- |
| №                               | Дата                            | Соперник                        | Счёт                            | Голы Струдаля                   | Соревнование                    |
| 1                               | 18 мая 1988                     | Польша                          | 3:0                             | —                               | Олимпийские игры 1988 (отбор)   |
| 2                               | 28 сентября 1988                | Исландия                        | 1:0                             | —                               | Товарищеский матч               |
| 3                               | 12 апреля 1989                  | Канада                          | 2:0                             | —                               | Товарищеский матч               |
| 4                               | 30 января 1993                  | США                             | 2:2                             | 1                               | Товарищеский матч               |
| 5                               | 14 апреля 1993                  | Латвия                          | 2:0                             | 1                               | Чемпионат мира 1994 (отбор)     |
| 6                               | 17 августа 1994                 | Финляндия                       | 2:1                             | —                               | Товарищеский матч               |
| 7                               | 12 октября 1994                 | Бельгия                         | 3:1                             | 1                               | Чемпионат Европы 1996 (отбор)   |
| 8                               | 16 ноября 1994                  | Испания                         | 0:3                             | —                               | Чемпионат Европы 1996 (отбор)   |
| 9                               | 8 января 1995                   | Саудовская Аравия               | 2:0                             | —                               | Кубок короля Фахда 1995         |

Итого: 9 матчей / 3 гола; 7 побед, 1 ничья, 1 поражение.

## Достижения
«Грассхоппер»
- Чемпионат Швейцарии по футболу — 1989/90, 1990/91
- Обладатель Кубка Швейцарии — 1990

«Брондбю»
- Обладатель Кубка Дании — 1994

Дания
- Кубок Короля Фахда — 1995